# Онзан
Онзан (фр. Anzin) је насељено место у Француској у региону Север-Па д Кале, у департману Север.
По подацима из 2011. године у општини је живело 13.479 становника, а густина насељености је износила 3703,02 становника/km².

## Демографија
| 1962.  | 1968.  | 1975.  | 1982.  | 1990.  | 2011.  |
| ------ | ------ | ------ | ------ | ------ | ------ |
| 16.275 | 15.634 | 14.866 | 14.602 | 14.064 | 13.479 |